# Cielo di sabbia
Cielo di sabbia (All the Earth, Thrown to the Sky, "Tutta la terra scagliata nel cielo") è un romanzo di Joe R. Lansdale, pubblicato in Italia da Einaudi nel 2011.

## Trama
Jack, un ragazzo dell'Oklahoma, seppellisce i suoi genitori nella sua stalla: sua madre è morta a causa di sabbia nei polmoni, suo padre, invece, si è impiccato dopo la morte della moglie. Così, rimane solo in casa sua, colpito di tanto in tanto da tempeste di sabbia. Un giorno, mentre si sta recando al pozzo (coperto da uno straccio per non essere ricoperto di sabbia), incontra Jane e suo fratello Tony, due ragazzi di una fattoria dei paraggi da poco rimasti orfani, che gli dicono di voler raggiungere il Texas orientale, dove hanno dei parenti. Insieme si recano dal vicino di Jack, Otto Turpin, che possiede un'automobile, una Ford V8 che vorrebbero chiedergli in prestito (o sottrargliela in altro modo). Trovano l'uomo morto stecchito sulla veranda di casa, così il problema non si pone: Jack si offre di far da conducente ai due fratelli perché è l'unico che sappia guidare.
Durante il tragitto, uno degli pneumatici scoppia e l'auto esce di strada. Poco dopo si ferma nello stesso posto un'altra automobile con problemi: una Buick sulla quale viaggiano tre gangster, dei quali uno gravemente ferito, chiamato Buddy. Dopo che i suoi complici Bad Tiger e Timmy gli hanno dato il colpo di grazia, questi s'impossessano della Ford V8 costringendo i ragazzi a seguirli in qualità di ostaggi. Ascoltando la conversazione tra i due malviventi, apprendono che essi stanno cercando un loro ex complice, Strangler, che se l'è filata con i proventi di una rapina; in Jane matura quindi l'idea di andare a cercarlo per avvertirlo, dopo essere sfuggiti dalle grinfie di Bad Tiger e Timmy. L'occasione viene fornita loro dall'arrivo di un nugolo di cavallette durante una sosta; giungono poi in una cittadina nel cui emporio, dov'erano entrati per acquistare delle provviste, Jane racconta una storia strappalacrime che impressiona una vedova che l'ha ascoltata, la quale per spirito di carità si offre di ospitare i giovani in casa sua. Per alcuni giorni questi perciò si riposano e si rifocillano presso la signora Carson, ma riprendono poi il cammino. Una sera si fermano al bivacco di alcuni vagabondi, tra i quali spicca un uomo ben vestito di nome Floyd, che incarica i ragazzi di andare in città a comprare dei panini in una tavola calda, dando loro un biglietto da 100 dollari. Questo fa sorgere dei cattivi pensieri a due avventori del diner, ma Floyd, che ha osservato la scena da lontano, si palesa per salvare la situazione. Il giorno dopo Floyd insegna ai ragazzi come prendere di straforo un treno merci senza correre troppi rischi; giunti a Fort Worth, le loro strade di separano. Sul treno incontrano Daggart, un vecchio vagabondo del quale alleviano gli ultimi istanti di vita.
Dopo aver lasciato il treno, i ragazzi si dirigono a Tyler, dove pensano di trovare Strangler, che si esibisce come forzuto in un circo. Sul far della sera arrivano in un piccolo centro chiamato Winona, dove un uomo che si rivela essere lo sceriffo locale li assume per raccogliere i piselli nei suoi campi. Scoprono però troppo tardi che i suoi lavoranti sono tenuti come schiavi, e la notte vengono chiusi a chiave in un capannone fatiscente. Dopo alcuni giorni riescono però a forzare un'apertura, prodotta sulle assi di legno dalle termiti, e a scappare, ma vengono scoperti dallo sceriffo, che finisce poi divorato da un alligatore in una palude nella quale si era addentrato per inseguire Jack e Gasper, un bracciante di colore che ha fatto amicizia coi ragazzi.
Questi affidano Gasper, ferito a una gamba, alle cure di Junior, un negro che vive in una capanna nei boschi, che presta loro uno dei suoi due furgoni perché possano proseguire il viaggio. A Lindale trovano il circo di Strangler e riescono a incontrarlo nel suo carrozzone, sfruttando una bugia raccontata da Jane con la sua faccia tosta. Il circense conferma di aver partecipato alla rapina, ma dichiara anche di aver restituito i soldi in maniera anonima perché se n'era pentito subito. Giungono poi anche Bad Tiger e Timmy, che armi alla mano si fanno mostrare il malloppo, che Strangler in realtà nasconde in un baule nel carrozzone. Per non doverlo dividere col suo complice, Bad Tiger spara a Timmy e lo uccide; colpisce anche a Strangler due volte ma non riesce ad abbatterlo, e viene poi investito dai seggiolini di una giostra in movimento, che lo scagliano in aria. Muore impattando il suolo con la testa.
Strangler e i ragazzi restituiscono effettivamente il denaro alla banca, dopodiché Jack rimane a lavorare nel circo, Tony torna dalla signora Carson e Jane se ne va in giro col furgone, per imparare dalla vita.

## Personaggi
- Jack Catcher: il protagonista e narratore della storia. È un ragazzo di cui non viene detta l'età, figlio di agricoltori danneggiati dalle tempeste del Dust Bowl e dalla Grande depressione.
- Jane Lewis: ragazza anch'essa di famiglia contadina. È bionda e di bell'aspetto, ma cura scarsamente l'igiene, specie all'inizio. Ha una cultura superiore alla media dei suoi coetanei provenienti dallo stesso ambiente sociale, avendo letto diversi libri classici. La sua aspirazione è di diventare una giornalista. Durante il viaggio dimostra un grande spirito d'intraprendenza, inventando sul momento delle storie patetiche piene di fandonie. Alla fine, dopo che Jack le ha dichiarato il suo amore, preferisce rimettersi in viaggio per conto proprio, pensando di avere ancora molto da imparare e non sentendosi pronta a stabilirsi definitivamente in un posto.
- Tony Lewis: fratello minore di Jane. Rispetto alla sorella appare più ingenuo e meno spigliato. Era contrario ad abbandonare la vedova Carson e fa in modo di tornare da lei alla fine.
- Bad Tiger Malone: il capo dei gangster incontrati da Jack, Jane e Tony. Anche se all'inizio sembra avere un atteggiamento piuttosto amichevole, ben presto si dimostra quello più spietato.
- Timmy: gangster complice del precedente.
- Buddy: gangster rimasto gravemente ferito allo stomaco durante una rapina e per questo freddato dai suoi complici. Poco prima di essere ucciso, mette in guardia i ragazzi da bad Tiger.
- La signora Carson: vedova che ospita per qualche tempo i ragazzi nella propria casa. Apparentemente sembra aver creduto alla storia raccontata da Jane all'emporio, ma poi fa capire di aver dato loro ricetto perché effettivamente bisognosi, e desiderosa di compagnia. Lascia i ragazzi liberi di andare, lasciando per loro la porta sempre aperta.
- Jimbo, Boxcar Bertha, Sam e Joe: famiglia di senzatetto con i quali Jack, Jane e Tony si accampano una notte.
- Charles Floyd, detto Pretty Boy Floyd: rapinatore in fuga, incontrato dai ragazzi al bivacco dei vagabondi.
- Daggart: anziano vagabondo in cattive condizioni di salute, incontrato su un treno merci da Floyd (che riconosce per il celebre criminale) e dai ragazzi, che si occupano di lui finché non esala l'ultimo respiro.
- Big Bill Brady: sceriffo di Winona e proprietario terriero, sfruttatore del lavoro bracciantile.
- Gasper: bracciante di colore alle dipendenze del precedente. È lui a dare a Jack un'idea come fuggire.
- Junior: uomo che vive in una baracca nei boschi vicino ai campi di Big Bill Brady, che presta le cure a Gasper dopo il suo ferimento e cede ai ragazzi uno dei suoi pick-up. Alla fine Jack e Jane tornano da lui per restituirgli il veicolo ma trovano la baracca disabitata.
- Strangler Nubowski: ex complice di Timmy e Bad Tiger, a cui aveva millantato di aver bisogno di soldi per far sottoporre la propria figlia handicappata a un'operazione chirurgica. È un uomo dal fisico prestante ma apparentemente molto ingenuo.

## Edizioni
- (EN) Joe R. Lansdale, All the Earth, Thrown to the Sky, Random House, 2011, ISBN 978-0-385-73931-3.
- Joe R. Lansdale, Cielo di sabbia, collana Stile Libero Big, traduzione di Luca Conti, Einaudi, 2011, ISBN 978-88-06-20857-8.
- Joe R. Lansdale, Cielo di sabbia, collana Super ET, traduzione di Luca Conti, Einaudi, 2013, ISBN 9788806215613.